# Pohnpeimonark
Pohnpeimonark (Myiagra pluto) är en fågel i familjen monarker inom ordningen tättingar.

## Utbredning och systematik
Fågeln förekommer på ön Pohnpei i östra Karolinerna. Den behandlas som monotypisk, det vill säga att den inte delas in i några underarter. Vissa betraktar den som en underart till atollmonark (M. oceanica).

## Status
Arten har ett begränsat utbredningsområde, men beståndet är stabilt. IUCN kategoriserar arten som livskraftig.